# Грозный век (фильм-балет)
«Грозный век» — советский фильм-балет 1976 года режиссёра Вадима Дербенёва, экранизация премьерной постановки  на сцене ГАБТ СССР балета «Иван Грозный» режиссёром Юрием Григоровичем на музыку композитора Сергея Прокофьева, в музыкальной редакции М. И. Чулаки.

## Сюжет
Сюжет охватывает начальный период царствования Ивана Грозного. Молодого царя ожидают боярские смуты и победоносный поход на Казань, предательство Курбского и внезапная смерть любимой жены Анастасии, испившей из отравленной чаши. В черных пирах опричников ищет забвения царь Иван. Но наступет время, и Русь, раздираемая междоусобицами и нашествиями иноземцев, гудит призывом к единению земель.

## В ролях
- Юрий Владимиров — Иван Грозный
- Наталья Бессмертнова — Анастасия
- Борис Акимов — Курбский

а также солисты и кордебалет Большого театра СССР

## Фестивали и награды
- 1977 — Фестиваль фильмов об искусстве в Азоло — приз за лучшую музыку